# Kostel svatého Jakuba Staršího (Čížová)
Kostel svatého Jakuba Staršího (též někdy uváděn jako svatého Jakuba Většího) je farní kostel Římskokatolické farnosti Čížová v českobudějovické diecézi. Je chráněn jako kulturní památka České republiky.

## Historie
Kostel v Čížové zřejmě existoval již ve 13. století, na což lze usuzovat z některých architektonických prvků, příbuzných s tzv. písecko-zvíkovskou stavební hutí. První písemná zmínka o kostele je ale až z roku 1407. V roce 1571 byl v hrobce v kostele pohřben rytíř Ludvík Lorecký ze Lkouše, spolu se svými syny. Všechny tři v uvedeném roce velmi brutálně zabila skupina poddaných ze vsi Šamonic. Hrobka pod kostelem byla později zrušena a zasypána, ostatky zde pohřbených byly poté druhotně uloženy do zdi v kostelní předsíni. V roce 1544 byl areál kostela se hřbitovem doplněn samostatně stojící zvonicí v renesančním slohu (někdy bývá označována jako kaplanka). Kostel byl později dále upravován, zejména v interiéru. Jde především o mladší zaklenutí kostelní lodi a barokní vnitřní zařízení. Posledním výraznějším zásahem do podoby areálu byla výstavba barokní hřbitovní kaple v 18. století.

## Architektonická podoba
Kostel se nachází v dominantní poloze na kopci nad vsí, je krajinnou dominantou. Jde o jednolodní obdélnou stavbu bez věže, pouze se sanktusníkem. Presbytář je odsazený, užší, čtvercového půdorysu. Loď má valenou klenbu, v presbytáři je klenba sklípková. Na severní straně presbytáře se nachází sakristie s oratoří v patře. Hlavní vstup do kostela je veden jižní stěnou lodi, které je představena mladší obdélná předsíň. V ní je druhotně osazen renesanční figurální náhrobek rytíře Loreckého a jeho synů, pod kterým jsou uloženy jejich ostatky, vyzvednuté z původní zrušené hrobky. Náhrobek byl původně osazen v podlaze, jeví jisté známky ošlapání. Kostel je obklopen poměrně rozsáhlým hřbitovem na půdorysu mírně nepravidelného písmene L. V rámci hřbitova je areál doplněn samostatnou renesanční zvonicí a barokní hřbitovní kaplí svaté Barbory. Naproti kostelu se nachází barokní budova fary. Okolo kostela se nachází také několik málo dalších domů, jinak má místo spíše charakter samoty (od okraje centrální části vesnice je kostel vzdálen asi 250 metrů, od návsi asi 600 metrů).